# Liste der Stolpersteine in Hamburg-Eißendorf
Die Liste der Stolpersteine in Hamburg-Eißendorf enthält alle Stolpersteine, die im Rahmen des gleichnamigen Kunstprojekts von Gunter Demnig in Hamburg-Eißendorf verlegt wurden. Mit ihnen soll Opfern des Nationalsozialismus gedacht werden, die in Hamburg-Eißendorf lebten und wirkten.
Diese Seite ist Teil der Liste der Stolpersteine in Hamburg, da diese mit insgesamt 7139 (Stand: März 2025) Steinen zu groß würde und deshalb je Stadtteil, in dem Steine verlegt wurden, eine eigene Seite angelegt wurde.
| Adresse                  | Person(en)                  | Inschrift | Bilder                           | Anmerkung                            |
| ------------------------ | --------------------------- | --- | -------------------------------- | ------------------------------------ |
| Bremer Straße 155 ·      | Günther Driewer             | Hier wohnte Günther Driewer Jg. 1934 eingewiesen 1945 Heilanstalt Langenhorn ‚verlegt‘ 14.2.1945 Heilanstalt Rickling tot 11.5.1945                      |                                  | Eintrag auf stolpersteine-hamburg.de |
| Ehestorfer Weg 99 ·      | Robert Homeyer              | Hier wohnte Robert Homeyer Jg. 1908 im Widerstand verhaftet 1942 KZ Dachau ermordet 12.8.1942                                                            |                                  | Eintrag auf stolpersteine-hamburg.de |
| Eißendorfer Straße 62 ·  | Heinz Pabst                 | Hier wohnte Heinz Papst Jg. 1933 eingewiesen 1940 Alsterdorfer Anstalten 1943 ‚verlegt‘ Heilanstalt Mainkofen ermordet 27.4.1944                         | Stolperstein für Heinz Pabst     | Eintrag auf stolpersteine-hamburg.de |
| Eißendorfer Straße 88 ·  | Albert Voigts               | Hier wohnte Albert Voigts Jg. 1904 im Widerstand Rote Kapelle verhafte 16.10.1942 Gefängnis Berlin Sachsenhausen ermordet 30.6.1943                      |                                  | Eintrag auf stolpersteine-hamburg.de |
| Eißendorfer Straße 193 · | Max Fritsche                | Hier wohnte Max Fritsche Jg. 1884 im Widerstand/SPD verhaftet 24.10.1939 1940 Zuchthaus Luckau 1942 Sachsenhausen ermordet 15.2.1945                     |                                  | Eintrag auf stolpersteine-hamburg.de |
| Friedhofstraße 11 ·      | Auguste Devrient            | Hier wohnte Auguste Devrient geb. Sauthoff Jg. 1870 eingewiesen 1943 Heilanstalt Langenhorn ‚verlegt‘ 21.7.1943 Heilanstalt Hadamar ermordet 24.7.1943   |                                  | Eintrag auf stolpersteine-hamburg.de |
| Hoppenstedtstraße 53 ·   | Oswald Kanzler              | Hier wohnte Oswald Kanzler Jg. 1883 SPD-Harburg ermordet 16.9.1944 KZ Fuhlsbüttel                                                                        | Stolperstein für Oswald Kanzler  | Eintrag auf stolpersteine-hamburg.de |
| Hoppenstedtstraße 59 ·   | Ernst Lübkemann             | Hier wohnte Ernst Lübkemann Jg. 1891 verhaftet 20.3.1944 ‚Wehrkraftzersetzung‘ Zuchthaus Hameln verhungert 5.5.1945                                      |                                  | Eintrag auf stolpersteine-hamburg.de |
| Hoppenstedtstraße 76 ·   | Elisabeth Lange             | Hier wohnte Elisabeth Lange Jg. 1900 Weiße Rose in den Tod getrieben 28.1.1944 KZ Fuhlsbüttel                                                            | Stolperstein für Elisabeth Lange | Eintrag auf stolpersteine-hamburg.de |
| In der Schlucht 19 ·     | Frieda Jarmatz geb. Jobmann | Hier wohnte Frieda Jarmatz geb. Jobmann Jg. 1900 eingewiesen 1937 Alsterdorfer Anstalten 1943 ‚verlegt‘ Heilanstalt Am Steinhof/Wien ermordet 25.10.1943 | Stolperstein für Frieda Jarmatz  | Eintrag auf stolpersteine-hamburg.de |
| Langenberg 12 ·          | Helmut Wolff                | Hier versteckt 1942–1945 Helmut Wolff Jg. 1936 Waisenkind überlebt                                                                                       | Stolperstein für Helmut Wolff    | Eintrag auf stolpersteine-hamburg.de |
| Ruststraße 11 ·          | August Mondry               | Hier wohnte August Mondry im Widerstand verhaftet 1934 Zuchthaus Rendsburg entlassen 1937 1943 Strafbataillon 999 Kroatien                               | Stolperstein für August Mondry   | Eintrag auf stolpersteine-hamburg.de |